# D-dock
D-dock（ディー・ドック）とは、パナソニックが発売するオーディオコンポのブランド名。
2005年11月発売。

## 特徴
HDD内蔵タイプとSDステレオタイプがあり、いずれもSDメモリーカードに記録することができる。尚、SDメモリーカードへの記録、再生はSD-Audio規格に準規する。また、他社メーカーとは異なり、HDD内蔵タイプではAnyMusicでの音楽配信には対応していない。
かつては、同社のD-snapとの連携を強め、ダイレクトドッキング対応機種と直接接続できるドッキングポートが設けられていたが、最近ではiPodとの連携に力を入れており、D-snap廃止後に発売されたHC3/HC4/PM48ではiPodとのダイレクトドッキングに対応した。このうち、HC3とPM48はSDカードスロットを搭載しないモデルである。
全機種アナログ音声端子を搭載しており、カセットテープ・MD・レコード等の外部音源もSDカードに録音可能（登場当初はピンジャック式で入力に加えアナログ音声出力端子もあったが、2006年以降のモデルより3.5mmミニジャック化され同時にアナログ音声出力端子は廃止。現行機種のアナログ音声端子は全て入力のみ搭載）。
2011年モデル以降は全機種SDオーディオ非搭載。録再SDミニコンポはSC-HC40/PM870SDを最後に生産終了となり、現在のパナソニック製SDオーディオは「ビエラワンセグ」・「ディーガ（の一部上位機）」・ポータブルDVDプレーヤー「DVD-LX89（ワンセグTVチューナー内蔵、録画・録音機能は非搭載）」のみとなっている（再生のみで音楽の録音機能は全機種非搭載。ビエラワンセグとディーガはワンセグ録画機能のみ搭載）。
しかしビエラワンセグ（ポータブルビエラ）やディーガについても、「SV-ME970/870（2011年モデル）」及び「DMR-BXT970/870/BZT9600（2014年春夏モデル）」を最後にSDオーディオ録再機能は全廃されている。

## モデル

### HDD搭載SDステレオシステム
インターネットを経由して、CDタイトル情報を自動で取得する機能（Gracenoteデータベース）がある。全機種、SD、HDD、CD、AM/FMを搭載している。
2005年モデル（2005年11月発売）
スピーカーは共通で、2Wayスピーカー（10cmコーン型ウーハー、6cmリングシェイプドドーム型ツィーター）
- SC-SX400 (40GB) 約20,000曲
  - 実用最大出力　30W
- SC-SX800 (80GB) 約40,000曲
  - 実用最大出力　50W（低域：26W　高域：24W）

2006年モデル（2006年9月発売）
D-snap(SV-SD800N・400V)をドッキングできるようになっている。SDHC対応。スピーカーは2Wayスピーカー（10cmコーン型ウーハー、6cmリングシェイプドドーム型ツィーター）
- SC-SX450 (80GB) 約40,000曲　（デジタルアンプ搭載モデル）
  - 実用最大出力　30W
- SC-SX850 (160GB) 約80,000曲　（ハイブリッド・デジタル・バイアンプ搭載モデル）
  - 実用最大出力　40W

2007年モデル（2007年9月発売）
D-snap(SV-SD950N)をドッキングできるようになっている。Bluetoothを搭載し対応した携帯電話及びデジタルオーディオプレーヤーからのワイヤレス送信で音楽が楽しめる、また別売りのiPod用ユニバーサルドックの装着でiPodも接続可能。音の立ち上がりに優れ、高域が伸びる「竹繊維振動板」採用スピーカー搭載。
- SC-SX950 (80GB) 約40,000曲
  - 実用最大出力　36W
  - 2Wayスピーカー（10cmコーン型ウーハー　6cmコーン型ツィーター）

### SDステレオシステム
2006年モデル（2006年4月発売）
先代のPM710SD/PM910DVDの後継機種で、この機種にも「D-dock」のブランドネームが導入された。
- SC-PM730SD
  - SD、CD（5CDディスクチェンジャー）、MD、カセット、AM/FM。
  - 実用最大出力　50W（低域：42W　高域：8W）
  - 2Wayスピーカー（バスレフ型、10cmコーン型ウーハー、6cmコーン型ツィーター）
- SC-PM930DVD
  - SD、DVD、CD（5CDディスクチェンジャー）、MD、AM/FM。
  - 実用最大出力　50W（低域：44W　高域：6W）
  - 3Wayスピーカー（バスレフ型、10cmコーン型ウーハー、1.9cmソフトドーム型ツィーター、1.5cmドーム型スーパーツィーター）

2007年モデル（2007年4月発売）
このモデルからは対応の「D-snap」との連携を強化し、ダイレクトドッキングに対応。また、PM770SDは漢字表示対応のLCDディスプレイが装備された。また、このモデルから設定されたNS系列のNS550SDは既存のPM系列とは異なり、コンパクトな「スラントデザイン」を採用し、CDトレイは収納時に本体へ格納する設計の「エレベーターCDメカ」を装備した。
- SC-NS550SD
  - SD、CD、AM/FM。
  - 実用最大出力　30W
  - 1Wayスピーカー（バスレフ型、8cmコーン型）
- SC-PM770SD
  - SD、CD（5CDディスクチェンジャー）、MD、AM/FM。
  - 実用最大出力　40W（低域：30W　高域：10W）
  - 2Wayスピーカー（バスレフ型、10cmコーン型ウーハー、6cmコーン型ツィーター）

2008年モデル（2008年4月発売、NS570SDは2008年6月発売）
このモデルでは「よくばりコンポ」の愛称がつけられ、前年のPM770SDより仕様を落としたPM670SDと2006年モデルのPM910DVD以来の3Wayスピーカーを搭載したPM870SDの2機種を設定。さらに、2008年6月にはNS550SDの後継機種として、ヘアライン調仕上げのセンターユニットと木目調スピーカーを採用したNS570SDが追加された。
- SC-PM670SD
  - SD、CD（5CDディスクチェンジャー）、MD、カセット、AM/FM。
  - 実用最大出力　30W（デジタルアンプ）
  - 2Wayスピーカー（バスレフ型、10cmコーン型ウーハー、6cmコーン型ツィーター）
  - 重低音再生回路「D.BASS」を初採用。
- SC-PM870SD
  - SC-PM670SDの上位機種。
  - 3Wayスピーカー（バスレフ型、14cmコーン型ウーハー、1.9cmソフトドーム型ツィーター、1.5cmピエゾ型スーパーツィーター）
- SC-NS570SD
  - SD、CD、AM/FM。
  - 実用最大出力　30W
  - 1Wayスピーカー（バスレフ型、8cmコーン型）

### コンパクトステレオシステム
ハイクオリティとコンパクトを両立したスタイリッシュモデル。
HDD内蔵2008年モデル（2008年9月発売）
前後にウーハーが配置され、クリアなボーカルを実現し、低音を増幅させるパッシブラジエーターも配置している。iPod専用USB端子付き。3.5型カラー液晶でSDカードの写真データを表示できる。HC7では、2007年のHDDモデルSX950に比べ、本体容積は約1/2、スピーカーは約1/5のサイズに小型化されている。
- SC-HC5 (80GB) 1,500曲（LPCMモード時、AAC LPモードの場合は39,000曲）
  - ウーハー/リアウーハー 5cm×2 コーン型、ツィータ 2.5cm バランスドーム型、パッシブラジエーター 8cm
  - 厚さ10cmのスリムタイプ。振動キラー技術を採用している為、机上の設置も可能。
- SC-HC7 (80GB) 1,500曲（LPCMモード時、AAC LPモードの場合は39,000曲）
  - ウーハー/リアウーハー 5cm×2 コーン型、ツィータ 2.5cm バランスドーム型、パッシブラジエーター 8cm×2
  - コンパクトと高音質を両立。フローティングデザインを採用。

いずれも実用最大出力 40W、パッシブラジエーター型の3Wayスピーカーを搭載する。
2009年モデル（2009年4月発売）
iPodとのダイレクトドッキングに対応。対応機種であればiPodを本体に収納でき、iPodの液晶画面を見ながらのリモコン操作やiPodの充電が可能。また、オープン時にセットの外側に出ない左右電動スライドドアを搭載し、ACコードはサイドから引き出せるように配慮。放熱性能を高めた為、壁寄せ設置が可能となった。同年11月に新色のブルーが追加し、HC3が2色、HC4が4色展開となった。
- SC-HC3
  - CD、AM/FMのみに絞ったシンプルモデル
- SC-HC4
  - HC3の上位機種でSDカードスロットを搭載（ドッキング対応のD-snapとのダイレクトドッキングには非対応）。CD→SDの高速ダビング（最大8倍速）対応。ディスプレイのカナ表示対応。

いずれも実用最大出力 40W、バッシブラジエーター型の1Way 1スピーカーを搭載。
2010年モデル（2010年3月発売）
専用端子の装備により従来からのiPodに加え、iPhoneもダイレクトドッキング可能に。また、HC40ではiPhoneハンズフリー応答機能を搭載しており、本体やリモコンに付いた「通話キー」を押すだけで内蔵マイクによりドッキングしたまま通話できる上、再度「通話キー」を押してiPhoneを取り出しての通話も可能。また、竹繊維に羽毛をプラスして密度4倍に上げ、剛性を上げた新竹繊維振動板スピーカーと振動板にエッジを差し込む「インサートゴムエッジ」の採用で臨場感のあるクリアなボーカルを再現。HC40ではこれにネオジウムマグネットを追加したダブルマグネット構造にしたことで豊かな低音まで実現した。
AM/FMアンテナ端子は（2009年モデルまでの）後面から（正面から見て）左側面に移設され、付属AMループアンテナ線は（2009年モデルまでの）アース付き3線式からアース無し2線式に改められた。
- SC-HC30
  - CD・AM/FMのみに絞ったシンプルモデル
- SC-HC40
  - HC30の上位機種でSDカードスロットとBluetoothを搭載、SDXCカード及びCD→SD高速ダビング（最大8倍速）対応。パナソニック製SDミニコンポとしては最終モデル。

いずれも実用最大出力 40W、パッシブラジエーター型の1Way 1スピーカーを搭載。
2011年モデル（2011年3月 - 4月発売）
本年以降のモデルより（SC-HC40を最後に）SDミニコンポ生産より撤退したため全機種SDオーディオ非搭載。AM/FM外部アンテナ端子は前作HC30/HC40の側面から後面へ移設（下向きに取り付け）。更に、HC05とHC55にはコンパクトステレオシステムで初のソフトドームツイーターを搭載している他に、Bluetoothリ・マスターを搭載している。また、iPod,iPhone,CDの音楽をフルデジタル伝送をすることが可能となり、これまでの機種より音質が向上している。
- SC-HC05
  - 実用最大出力40W パッシブラジエーター型の2Way 2スピーカーを搭載
  - iPhoneの利用が中心でCDを保有しない若年層に対応したiPod/iPhone再生専用モデルでCDプレーヤーやAM/FMチューナーは非搭載。なお、対応のiPod touch/iPhoneであれば、Bluetoothによるワイヤレス音楽再生やインターネットラジオに対応する。
- SC-HC35
  - 実用最大出力40W パッシブラジエーター型の1Way 1スピーカーを搭載
  - HC30の後継モデルで、CDプレーヤーやAM/FMチューナーを搭載したモデル。インターネットラジオは非対応。
- SC-HC55
  - 実用最大出力40W パッシブラジエーター型の2Way 2スピーカーを搭載
  - HC35の上位モデルで、ハンズフリー応答機能、インターネットラジオ対応、タッチフリーセンサードア（リモコンや本体の開閉ボタンを押さなくてもセンサー部に手をかざして動かすだけでiPodとCDプレーヤー部の扉が開閉可能）を搭載。
  - ヘッドホン端子・アナログ音声入力端子（いずれも3.5mmステレオミニ）は後面から上蓋内に移設された（HC35も同様）。

2012年モデル（2012年3月発売）
音の歪みを演算処理によって取り除き、濁りの少ないサウンドを実現する「ピュアダイレクトサウンド」を搭載。また、HC37/HC57では軽さと硬さを両立する竹繊維を使用することで剛性をアップし、クリアで臨場感のある音を実現する「新ナノバンブースピーカー」とクリアなボーカルと立体的な音場感が味わえるサウランドシステム「ダイレクトボーカルサラウンド」を搭載。さらにスライドドアを開けると手前方向に台座がせり出す「新ローティングメカ」も搭載され、ドッキングや取出しがよりスムーズになった。なおアナログ音声入力（AUX-IN）端子はこの代および2013年モデルでは廃止されている。
- SC-HC27
  - 実用最大出力10W バスレフ型の1Way 1スピーカーを搭載
- SC-HC37
  - 実用最大出力40W パッシブラジエーター型の1Way 1スピーカーを搭載
  - HC35の後継モデル。新たに2種類のラジオアプリ（radiko.jp・vTuner for Panasonic）に対応した（使用の際は事前にiPhone/iPod Touchから専用のアプリをダウンロードする必要がある）。
- SC-HC57
  - 実用最大出力40W パッシブラジエーター型の1Way 1スピーカーを搭載
  - HC55の後継モデルで、新たに、無線LANルーターを介してiPhoneやiTunesをプリインストールしたパソコンとワイヤレスで接続し、高音質再生ができるAirPlayに対応しているほか、専用アプリ「Panasonic Stereo System Remote 2012」を事前にインストールすることでiPhone/iPadをリモコンとして使用することができる。

### CDステレオシステム
2009年からはSDカードスロットを省く代わりに、USBマスストレージ規格やUSB 2.0に対応したUSBメモリなどの機器で拡張子に「.mp3」もしくは「MP3」がある音楽を再生できるUSB端子を搭載したオールインワンのCDステレオモデルを設定している。PM48・PM500は対応のiPodとは天板にある専用端子で直接ドッキングできる（PM500はiPhoneもドッキング対応）。PM02はAUX端子経由でiPod・iPhoneの音楽も再生可能。
- SC-PM48（2009年6月発売）
  - CD、カセット、AM/FM
  - 実用最大出力　40W
  - 2Wayスピーカー（バスレフ型、10cmコーン型ウーハー、6cmコーン型ツィーター）
- SC-PM02（2010年9月発売）
  - CD、AM/FM
  - 実用最大出力　20W
  - 1Wayスピーカー（バスレフ型、10cmコーン型ウーハー）
  - 待機電力約0.2Wの低消費電力システムを搭載。また、無音状態でかつ、約30分間ボタン操作がない状態が続くと自動で電源が切れるオートオフ機能も搭載する。
- SC-PM500（2011年9月発売）
  - CD、AM/FM
  - 実用最大出力　40W
  - 2Wayスピーカー（バスレフ型、10cmコーン型ウーハー、6cmコーン型ツィーター）
  - デジタル信号のまま入出力を行うことで変換による音の劣化をなくし、クリアで歪みのない高音質を楽しめる「フルデジタル伝送」を新搭載。
- SC-PMX5（2012年6月発売）
  - CD、AM/FM
  - 実用最大出力　120W
  - 3Wayスピーカー（バスレフ型、14cmコーン型ウーハー、1.9cmソフトドーム型ツィーター、1.5cmピエゾ型スーパーツィター）
  - アンプ部は雑音や歪みを抑えてクリアな音を再現する「低ジッターフルデジタルアンプ」にボーカルやセリフを明瞭化する「低歪みフルデジタルPWMアンプ」を組み合わせたことで、デジタル処理時に発生した時間間隔のズレを補正。原音に忠実な音の波形を再現し、クリアで深みのある音を味わえる。音への配慮も徹底されており、キャビネットの厚みを増すことで余分な振動の減衰時間を大幅に短縮する制振キャビネット構造とし、放熱効果を高めた設計としたことでファンレス化を実現し、本機から発生する振動音を抑えた。スピーカーは2008年モデルのPM870SD以来となる3wayスピーカーを採用し、徳島県産孟宗竹の竹炭材を使用し、PPの裏側に3か所の厚みを設けることで分割振動を抑えた「竹炭偏肉PPウーハー」を搭載。高音質スピーカーコードにも対応するねじタイプ端子も装備している。実用最大出力は歴代「D-dock」の中で最高となる120Wのハイパワーで迫力のサウンドを楽しめ、アンプ部の調節つまみで低域・高域を手動調節でき、好みの音質にすることができる。

## 備考
「D-dock」と名づけては無いSDミニコンポも存在する。（2021年9月現在）。☆印は2021年9月時点で発売されている現行モデル。

### SDステレオシステム
「D-dock」のブランドネームが付く前に発売されたモデル。当時、MDミニコンポとしては世界初となるSDメモリーカードに音楽を録音・再生できるSDカードスロットを搭載。
- SC-PM910DVD（2005年4月発売）
  - SD、DVD、CD（5DVD/CDディスクチェンジャー）、MD、カセット、AM/FM。
- SC-PM710SD（2005年4月発売）
  - SD、CD（5CDディスクチェンジャー）、MD、カセット、AM/FM。

### マルチメディアオーディオシステム
ミニコンポとデジタルフォトフレームが一体となった新スタイル。9インチの大画面カラー液晶を搭載し、スライドショーはもちろんのこと、時計・カレンダー表示やオーディオ再生中のタイトル・インデックス表示もできる。音楽と写真の再生に特化したモデルであるため、SDカードへ直接録音する機能はないが、USB端子を搭載しており、パソコンと接続して、SD-Jukeboxから音楽データをSDカードに転送することはできる。
- MW-10（2009年10月発売）
  - SD、CD、iPodドッキング、AM/FM
- MW-7（2009年10月発売）
  - SD、CD、AM/FM

### コンパクトステレオシステム
ラインナップはHC27/HC37/HC57から引き継がれるが、2013年モデルでは「D-dock」を名乗らなくなり、本体右下に記されていた「D-dock」ロゴがなくなっている。また、iPod/iPhoneとはドッキングだけでなく、対応機器付属のUSBケーブルと接続して再生・充電させることができ、同様の方法でiPadでも再生・充電できる。HC38/HC58はBluetoothに対応したことでスマートフォンなどのBluetooth対応機器内の音楽をワイヤレスで再生できるようになり、さらに、伝送時の信号圧縮で失われた高域信号を演算補正して原音を再現する「Bluetooth リ・マスター」の搭載により、高音質も実現している。
2014年モデルはHC28とHC38をモデルチェンジし、歪みの少ない低音を効果的に再生する「XBS」に、低域部分を仮想再生する「H.BASS」と「帯域分割DRC」を組み合わせた「XBS Master」を搭載。さらにHC29は実用最大出力をHC28の2倍となり、新たにBluetoothに対応、HC39は後述のSC-PMX9に搭載されている「LincsD-Amp」を改良し、「歪み補正PWMモジュレータ」に新アルゴリズムを導入したことで歪みの補正精度を高めた「LincsD-Amp II」を搭載したほか、ナノサイズに微細化した竹繊維を加えたことで剛性を高めた「ナノバンブースピーカー」とダイナミックな重低音を響かせる「Wパッシブラジエーター」を搭載し、スリムサイズながらハイクオリティなサウンドを実現した。なお、この2014年モデルよりアナログ音声入力（AUX-IN）端子が復活しているが代わりにヘッドホン端子が廃止となっている。
2015年モデルは追加モデルとしてALL5CDを発売。搭載されているWi-Fiを利用して家庭内の複数の機器で同時に音楽を再生する技術「AllPlay」に対応しており、同じネットワークで接続されたスマートフォンやパソコン、他の「AllPlay」対応機種と連携し、それらの機器で保存されている音源を本機種でアクティブスピーカーとして使用することができるだけでなく、インターネットラジオや音楽配信サービスの音声を聴くことも、本機種で再生しているCDなどの音を他の「AllPlay」対応機種へ送信することも可能である。また、非圧縮で伝送するため高音質を実現するとともに、最初にWi-Fi接続設定を済ませておけば、次回以降は設定操作不要で使用できる。音質面も強化し、Sampling Rate Converterに新たな制御アルゴリズムを導入することでクロック再生成やジッター補正を高精度化し、歪み補正ノイズシェーパのアルゴリズム最適化によって広帯域にわたり歪み特性を改善する「LincsD-Amp III」を搭載したほか、HC39同様に、「ナノバンブースピーカー」と「XBS Master」も搭載した。
2016年モデルは新たにNFC（近距離無線通信）に対応したことで、NFC対応スマートフォンならタッチ操作のみでBluetooth接続が完了できるほか、圧縮音源によって失われた高域信号を演算処理（DSP処理）によって補正する「MP3 リ.マスター」と、音楽ジャンルやラジオ放送に応じて音質を設定できる「マイサウンド設定」を搭載。また、FM放送でAMラジオの番組の聴取が可能なワイドFM（FM補完放送）に対応した。
2017年モデルは追加モデルとしてHC1000を発売。長さ225mmの曲線状のポート「ツイステッドポート」を採用するとともに、スピーカー容積の効率化やマグネット強化を行ったことで奥行102mm、横幅420mmのコンパクト・スリムボディながら高音質の再現が可能。また、4GBの内蔵メモリーを搭載しており、5つの「お気に入りボタン」に各1枚分ずつ・最大5枚分のアルバムを録音し、ワンボタンで録音したアルバムを再生可能な「デジタル5チェンジャー」を搭載。内蔵メモリーで再生することでCDドライブの駆動音やモータノイズなどの不要な雑音が排除されるので、CDサウンドがより高音質になるメリットがある。また、「サウンドジャンプリンク」や「Spotify」に対応しており、ディーガに保存した音楽やストリーミング配信の音楽を再生する際のアクティブスピーカーとして使用することができ、ALL5CD同様に「AllPlay」にも対応している。同年10月には、HC395の後継となる中位機種HC400を追加。ワイヤレス再生機能で「サウンドジャンプリンク」・「Spotify」・「AllPlay」が非対応となり、Bluetoothの対応のみとなる点、カラーバリエーションが異なる点（HC1000はブラックとシルバーに対し、HC400はブラック・ホワイト・レッド）を除き、主要機能はHC1000と同等である。
2018年モデルはHC1000の後継モデルとなるHC2000を発売。「Chromecast built-in」や「Googleアシスタント」に対応したことで、各種音楽ストリーミングアプリから高音質を保ったまま直接キャストすることが可能となり、「Googleアシスタント　built-in」に対応製品からの音声操作に対応した。
2019年モデルはHC400の後継モデルとなるHC410を発売。設置場所に合わせて、FREE（周辺に何もない）・NEAR WALL（壁際に設置）・CORNER（コーナーに設置）の3つのプリセットで切替が可能な「設置スタイルEQ」が搭載された。
2021年モデルはHC410の後継機種となるHC420とHC320の2モデルを発売。2モデル共に、USBメモリーの再生に加えてラジオ・CD・外部入力からUSBメモリーへの録音も可能となり、タイマー録音も可能。HC420はカラーバリエーションが刷新され、HC410のブラウン、ホワイトからブラック、シルバーとなった。HC320は横幅409mm・高さ198mmのコンパクト設計で、スピーカーネットにメタル素材を採用。本体にメモリーを内蔵していないため「デジタル5チェンジジャー」が非搭載となるほか、実用最大出力は20Wとなり、HC420に搭載されている「設置スタイルEQ」や「クリアサウランド」は非搭載となる。また、リモコンもHC420用に比べてボタン数が少ない小型タイプとなる。
2013年モデル（2013年4月発売）
- SC-HC28
  - 実用最大出力10W バスレフ型の1Way 1スピーカーを搭載
  - 本機種ではiPad miniともドッキングができる
- SC-HC38
  - 実用最大出力40W パッシブラジエーター型の1Way 1スピーカーを搭載
- SC-HC58
  - 実用最大出力40W パッシブラジエーター型の1Way 1スピーカーを搭載
  - 本機種では前機種のHC57同様に非圧縮で伝送するAirPlayにも対応

2014年モデル（2014年5月発売）
- SC-HC29
  - 実用最大出力20W コーン型の1Wayスピーカーを搭載
- SC-HC39
  - 実用最大出力40W ナノバンブースピーカー+Wパッシブラジエーター搭載

2015年モデル（2015年7月発売）
- SC-ALL5CD
  - 実用最大出力40W ナノバンブースピーカー+Wパッシブラジエーター搭載

2016年モデル（2016年2月発売）
- SC-HC295
  - 実用最大出力20W コーン型の1Wayスピーカーを搭載
- SC-HC395
  - 実用最大出力40W ナノバンブースピーカー+Wパッシブラジエーター搭載

2017年モデル（2017年5月・10月発売）
- SC-HC400
  - 実用最大出力40W コーン型の1Wayスピーカーを搭載
- SC-HC1000
  - 実用最大出力40W コーン型の1Wayスピーカーを搭載

2018年モデル（2018年6月発売）
- SC-HC2000☆
  - 実用最大出力40W コーン型の1Wayスピーカーを搭載

2019年モデル（2019年5月発売）
- SC-HC410
  - 実用最大出力40W コーン型の1Wayスピーカーを搭載

2021年モデル（2021年3月発売）
- SC-HC320☆
  - 実用最大出力20W コーン型の1Wayスピーカーを搭載
- SC-HC420☆
  - 実用最大出力40W コーン型の1Wayスピーカーを搭載

### CDステレオシステム
CDステレオシステムに関しても、2013年に発売されたSC-PMX9以降のモデルで「D-dock」を名乗らなくなり、本体に記されていた「D-dock」ロゴが無くなっている。
- SC-PMX9（2013年6月発売）
  - 実用最大出力120W
  - 3Wayスピーカー（バスレフ型、14cmコーン型ウーハー、1.9cmソフトドーム型ツィーター、1.2cmピエゾ型スーパーツィター）
  - 本機種では独自のノイズシェービング技術をクロックに応用することで高音域から可聴限界以下の超低音域までのジッターを最小にする「クロック再生成技術」と制御理論を応用し、デジタル処理時の波形に起こる歪みを補正することで原音に忠実な音の波形を再現する「歪み補正PWMモジュレータ」などで構成された「LincsD-Amp」を採用。ハイレゾ音源の再生に対応したほか、Bluetoothに加えて、ワイヤレスLANを搭載したことでAirPlayやDLNAにも対応した。また、iPhone 5や第5世代iPod touch、第7世代iPod nanoは本体の天板に直接ドッキングができるほか、歴代のiPhone/iPod touch/iPod nanoやiPadとは対応機器に付属のUSBケーブル経由で接続できる。さらに、USBメモリの再生も可能。
- SC-PMX9LTD（2013年12月発売）
  - 既存のSC-PMX9をベースに、センターユニットをスピーカーボックス表面と同じブラックに統一し、特製USBパワーコンディショナー、特製真鍮インシュレーター（8個）、4芯スピーカーケーブル（2本）、OFC電源コードを同梱し、電源ノイズや不要な振動を低減したことでピュアな音質を実現し、臨場感や空気の感じまでも再現できる高音質パーツキット付ブラックモデル。500台の台数限定である。
- SC-PMX100（2015年5月発売）
  - 実用最大出力120W
  - 3Wayスピーカー（バスレフ型、14cmコーン型竹プラントオパールウーハー、1.9cmドーム型シルクドームツイーター、1.2cmピエゾ型スーパーソニックツイーター）
  - 前述のPMX9の後継機種で、別売りのUSBケーブルと接続することでパソコンからの音源をダイレクトに再生できるUSB-DAC入力端子が新たに搭載されたほか、3Wayスピーカーも改良が施され、ウーハーの振動板には不要な残響を減少させる竹プラントオパールを、ツイーターには50kHzまでの高音域を再生するシルクドームとハイレゾ音源の超高音域（100kHzまで）の再生を可能にするスーパーソニックの2種類を搭載した。さらに、クロック再生成技術と歪み補正PWMモジュレータに新アルゴリズムを導入した「LincsD-Amp III」を採用したほか、小音量再生時の音の解像度劣化を抑えるVGDA（可変ゲインデジタルアンプ）とAC電源回路と信号用電源を切り離すことで音の濁りの原因となるAC電源起因のノイズをシャットアウトするバーチャルバッテリー電源を採用した。また、スピーカー端子は同梱スピーカー用とは別に、高音質スピーカーコードにも対応したねじタイプスピーカー端子も装備した。
  - また、BluetoothやUSB接続（USBメモリやUSBケーブル接続のiPod touch/iPhone/iPad）に加え、Wi-Fiを利用したワイヤレス再生機能「AllPlay」やDLNAにも対応するほか、2014年秋冬モデル以降の「ディーガ（BRS・BRW・BRZ品番、2014年秋冬モデルはソフトウェアのダウンロードが必要）」や2015年春夏モデル以降の「全自動ディーガ（BRX品番）」との連携も可能で、あらかじめダウンロードやパソコンからのコピーなどで「ディーガ」・「全自動ディーガ」に保存した音楽を本機でアクティブスピーカーとして再生することが可能である。
- SC-PMX70（2015年5月発売）
  - 実用最大出力120W
  - 3Wayスピーカー（バスレフ型、14cmコーン型竹炭PPウーハー、1.9cmドーム型シルクドームツィーター、1.5cmピエゾ型ツイーター）
  - ハイレゾ音源対応モデルのPMX系で初の普及機種で、BluetoothやUSB接続が可能（PMX100で対応しているWi-Fi/AllPlayやDLNAは非対応で、USB-DAC入力端子も搭載しない）。3Wayスピーカーはウーハーの振動板に日本産孟宗竹の竹炭材を使用し、偏肉PPコーンを採用した竹炭PPウーハーを、ツイーターにはシルクドームとピエゾの2種類を搭載した。また、PMX100同様に「LincsD-Amp III」を搭載し、高音質スピーカーコードにも対応したねじタイプスピーカー端子を装備した。
- SC-PM250☆（2015年5月発売）
  - CD、AM/FM、USBメモリ
  - 実用最大出力　20W
  - 1Wayスピーカー（バスレフ型、10cmコーン型ウーハー）
  - 前述のPM02の後継機種で、新たにBluetoothに対応。また、アンプ部やリモコンのボタン数を必要最低限にとどめたシンプル操作も実現している。
- SC-PMX150（2017年5月発売）
  - 実用最大出力120W
  - 3Wayスピーカー（バスレフ型、14cmコーン型ウーハー、1.9cmドーム型ツィーター、1.2cmピエゾ型スーパーツイーター）
  - PMX100の後継機種で、USB接続端子とPC入力端子においてSuper Audio CDに用いられてるDSD形式（2.8MHz/5.6MHz）に対応したほか、ミュージックサーバー機能を備えたDIGAと組み合わせてスマートフォンからの操作で音楽の再生が可能な「サウンドジャンプリンク」や音楽ストリーミングサービス「Spotify」に対応した。
- SC-PMX80（2017年5月発売）
  - 実用最大出力120W
  - 3Wayスピーカー（バスレフ型、14cmコーン型ウーハー、1.9cmドーム型ツィーター、1.5cmピエゾ型スーパーツイーター）
  - PMX70の後継機種で、PMX150同様にUSB接続端子とPC入力端子においてDAD形式（2.8MHzのみ）に対応したほか、PMX70では非搭載だったUSB-DAC機能も新たに搭載された。
- SC-PMX90☆（2019年5月発売）
  - 実用最大出力120W
  - 3Wayスピーカー（バスレフ型、14cmコーン型ウーハー、1.9cmドーム型ツィーター、1.5cmピエゾ型スーパーツイーター）
  - PMX80の後継機種で、光デジタル入力端子が搭載された。
- SC-PMX900☆（2021年7月発売）
  - 実用最大出力120W
  - 3Wayスピーカー（バスレフ型、14cmコーン型ウーハー、1.9cmドーム型ツィーター、1.2cmピエゾ型スーパーツイーター）
  - PMX150の後継機種となるハイレゾ音源対応モデルで、Hi-Fiオーディオブランド「Technics」に採用されているフルデジタルアンプ「JENO Engine」が搭載されたほか、ターンテーブルシステムのノイズ抑制回路を応用し、電源に重畳されているノイズ成分を抽出し、その成分のみを制御する「ローノイズ電源回路」が採用された「Tuned by Technics」仕様となった。
  - 「Chromecast built-in」に対応したことで、キャスト機能対応のストリーミングサービスであれば、スマートフォンで聴いていた音楽をキャストさせることが可能となり、スマートスピーカーとの連携により音声による操作を可能にする「「OK Google」に対応。また、よく利用する音源を登録可能な「お気に入り（FAV）」機能が改良され、PMX150のインターネットラジオに加え、Spotify・Deezer、USBメモリー内の音楽、ラジオ局まで対象の範囲を拡げ、登録音源数もPMX150の6つから9つに増やした。